# Ёхтынъяха
Ёхтынъяха — река в России, протекает по территории Пуровского района Ямало-Ненецкого автономного округа. Начинается в небольшом озере в заболоченной местности, течёт в юго-западном направлении. В верховьях долина заболочена, в низовьях имеются ягельники и сосновый лес. Высота истока — 121,9 м над уровнем моря. Устье реки находится в 32 км по левому берегу реки Котутаяхи. Длина реки — 33 км. Ближайший населённый пункт — город Муравленко — расположен в 4 километрах к востоку от верхнего течения реки.

## Данные водного реестра
По данным государственного водного реестра России относится к Нижнеобскому бассейновому округу, водохозяйственный участок реки — Пур. Речной бассейн реки — Пур.
Код объекта в государственном водном реестре — 15040000112115300055103.